# Dronninglund Sparekasse
 Der er for få eller ingen kildehenvisninger i denne artikel, hvilket er et problem. Du kan hjælpe ved at angive troværdige kilder til de påstande, som fremføres i artiklen.

Dronninglund Sparekasse var en lokal garantsparekasse i Nordjylland, der blev stiftet d. 8. april 1873. Sparekassen blev d. 15. oktober 2019 overtaget af Sparekassen Vendsyssel, som herved blev landets største sparekasse, målt på antal garanter.

## Historie
Dronninglund Sogns og Omegns Spare- og Lånekasse startede sit virke i 1873 i Lundager kapellanbolig hos formanden pastor Christensen. Her havde sparekassen til huse i tre år. Lærer Petersen blev valgt til ny formand, og sparekassen flyttede til Bolle Skole, der husede sparekassen i næsten 20 år.
Da lærer Petersen havde bygget hus i Dronninglund, havde han bygget det således at der var plads til sparekassen i den ene ende, så der flyttede sparekassen ind i 1895.
I 1908 byggede sparekassen nye lokaler på den nuværende placering.
Ifm. sparekassens 100-års jubilæum i 1973, blev det besluttet vælte bygningen fra 1908 og opføre en ny og større bygning. Det er denne bygning som fungerede som hovedkontor for Dronninglund Sparekasse indtil 15. oktober 2019, hvor sparekassen blev overtaget af Sparekassen Vendsyssel.
Ved sammenlægningen bestod Dronninglund Sparekasse af 7 afdelinger og cirka 60 medarbejdere.